# 117

## Събития
- Римският император Траян умира, а Адриан го наследява на престола.
- Адриан връща големи земи от Месопотамия на партите като част от мирна спогодба.
- Еврейският бунт в източната част на Римската империя е потушен решително.
- Започва строежа на Пантеона в Рим. Той завършва през 128 г.

## Починали
- Публий Корнелий Тацит, римски историк
- 9 август – Траян, римски император